# Oleg, veliki knez Kijeva
Oleg Mudri ili Oleg Vrhovni (ukr. Олег Віщий - Oleg Viščij, rus. Олег Вещий - Oleg Veščej, norv. Helgi) (? - 912./913.), srednjovjekovni novgorodski (od 879.) i kijevski knez (od 882.) varjaškog porijekla. Bio je regent i vojskovođa u službi vladarske dinastije Rjurikoviča.

## Životopis
Naslijedio je 879. godine novgorodskog kneza Rjurika, u ime njegovog maloljetnog sina Igora. Godine 882., u savezništvu s ukrajinskim plemenom Poljanima, započeo je objedinjavanje istočnoslavenskih plemena središnje Ukrajine sa slavenskim plemenima u okolici Novgoroda te je osvojio Kijev i onamo preselio prijestolnicu, utemeljivši Kijevsku kneževinu. 
Oleg je kao slobodan ratni plaćenik u doticaju s Poljanima stvorio političko savezništvo s kojim je kao vrhovni knez namjeravao objediniti sva istočnoslavenska plemena na prostoru današnje Ukrajine, Bjelorusije i zapadne Rusije. Nakon uspostave Kijevske Rusi, vodio je u razdoblju od 883. do 885. godine niz ratova protiv Derevljana, Severjana i Radimiča koje je pokorio svoj vlasti, a zauzeo je i područja Vjatiča, Hrvata, Duljeba i Tiveraca. Uspješno je ratovao i protiv Hazara.
Godine 907. dopro je brodovima sve do Carigrada, da bi 911. godine uspio zaključiti povoljan trgovački ugovor s Bizantom. Vladao je do 912. godine kada ga je naslijedio Rjurikov sin Igor (912. – 945.), poznat i kao «Ingvar», koji je nastavio Olegovu politiku objedinjavanja slavenskih područja u savezništvu s Poljanima.

## Vanjske poveznice
- Oleg Mudri Hrvatska enciklopedija
- Oleg Mudri Proleksis enciklopedija
- Oleh, Prince (Russian: Oleg; Norse: Helgi) (ukr.)
- Мирослав МАМЧАК - ФЛОТОВОДЦІ УКРАЇНИ; ОЛЕГ, князь київський (ukr.)
- Олег Вещий (rus.)

| Prethodnik:          | Novgorodski knez | Nasljednik:           |
| Rjurik (870. – 879.) | Novgorodski knez | Igor I. (912. – 945.) |

| Prethodnik:            | Kijevski knez | Nasljednik:           |
| Askold i Dir (do 882.) | Kijevski knez | Igor I. (912. – 945.) |